# Вахромеево (Владимирская область)
Вахромеево — деревня в Камешковском районе Владимирской области России, входит в состав Вахромеевского муниципального образования.

## География
Деревня расположена на берегу реки Тальша в 17 км на север от райцентра Камешково, на юге примыкает к центру поселения посёлку Имени Горького.

## История
В XIX — первой четверти XX века деревня входила в состав Филяндинской волости Ковровского уезда, с 1926 года — в составе Тынцовской волости. В 1859 году в деревне числилось 45 дворов, в 1905 году — 95 дворов, в 1926 году — 124 дворов.
С 1929 года деревня являлась центром Вахромеевского сельсовета Ковровского района, с 1940 года — в составе Камешковского района, с 2005 года — в составе Вахромеевского муниципального образования.

## Население
| 1859 | 1905 | 1926 |
| ---- | ---- | ---- |
| 308  | 545  | 619  |

| 1859 | 1905 | 1926 | 2002 | 2010 | 2021 |
| ---- | ---- | ---- | ---- | ---- | ---- |
| 308  | ↗545 | ↗619 | ↘193 | ↗198 | ↘115 |